# Jaqueta

Exemples de les jaquetes més habituals als nostres dies: americana recta (esq.) i creuada (dreta)

La jaqueta o jaca (Val.) és una peça de roba que cobreix el tors i que es porta damunt altres induments, oberta per davant (en forma dreta o encreuada), amb mànigues llargues i amb faldons; normalment es tanca amb botons. Les jaquetes solen tenir coll o solapes, així com butxaques als costats; el caient pot ser recte o entallat; les mànigues poden ser simples (com en la majoria de models actuals) o bé rematar en punys girats (com en la majoria de casaques). N'hi ha de teixits lleugers, que es duen a l'estiu, i de teixits més gruixuts, per a entretemps; també se'n pot dur a l'hivern sota l'abric.
La jaqueta és una part imprescindible de la vestimenta masculina formal, típicament combinada amb camisa i corbata; forma part, així mateix, del vestit masculí; però també n'hi ha models de caràcter informal, i avui dia es pot dur, fins i tot, directament sobre una samarreta.
El mot català jaqueta equival a l'anglès jacket (mot, però, de camp semàntic més ampli); a l'espanyol chaqueta; al francès veste o veston; a l'italià giacca; al portuguès casaco, etc.
Com a peça de vestir superior i externa, la jaqueta contrasta amb l'abric, més llarg i gruixut (d'ús exclusiu per a temps fred), i amb peces similars a la jaqueta, però mancades de faldons, com la jaqueta curta, d'ús sobretot formal, i la caçadora, generalment esportiva.

## Tipus
La jaqueta ha tingut i té multitud de variants. Durant els segles xvii i XVIII hi predominà la casaca. Del 1815 endavant s'imposen jaquetes de faldons més curts i rectes, generalment amb solapes, de tipologia i evolució complexes, la terminologia aplicada a les quals varia força de llengua en llengua, sense que tampoc coincideixi del tot la tipificació. De tota manera, de llavors ençà el disseny bàsic no ha variat gaire. Des dels volts del 1840 la variant més habitual de jaqueta és l'americana, recta o creuada, sempre de solapes i amb faldons no gaire llargs, i susceptible de dur butxaques. Fabricada en varietat de teixits, té models formals i esportius, així com versions per a tota estació. Des de l'origen, els canvis de l'americana s'han limitat als propis de la moda del període o la temporada: recta o creuada; de caient recte o entallat; amb solapes més amples o més estretes (atenyent un màxim d'amplada als anys setanta i un mínim als vuitanta); amb més o menys botons; amb un tall posterior (central), dos (equidistants) o cap; etc. Històricament masculina, avui l'americana ha esdevingut unisex; de fet, és una peça de vestir tan popular que en la vida quotidiana els mots jaqueta i americana es tendeixen a usar com si fossin sinònims.
La jaqueta de faldons rectes i força llargs s'anomena levita.
Es coneix per l'anglicisme blazer (pronunciat, aproximadament, "bléiser", però entre catalanòfons sovint realitzat "blasier") un tipus d'americana blau marí creuada i amb doble fila de botons, d'ús semiformal, que evoca, una mica, la d'oficial de l'Armada.
Versions cerimonials de la jaqueta són el frac, el jaqué i l'esmòquing.
El kaiku és una jaqueta curta, sense coll i sempre de pota de gall, típica d'Euskadi.

## Ús militar
Les versions militars de la jaqueta han estat, successivament, la casaca i, des de mitjan segle xix, la guerrera, versió militar de la jaqueta recta, amb una variant llarga, la levita, i l'equivalent d'oficial de l'Armada, la jaqueta blau marí creuada i amb doble fila de botons daurats (de què el blazer és la imitació civil). Avui la guerrera de tipus tradicional és peça de passeig i gala; per a feineig i operacions la substitueix la jaqueta de campanya (brusa de campanya).